# FIFA Anthem
FIFA Anthem（フィファ・アンセム）またはFIFA賛歌は、ドイツ人音楽家フランツ・ランベルト作曲の行進曲である。

## 歴史
1994年に開催されたFIFAワールドカップアメリカ大会で初めて使用された。ただし、お披露目となるはずであった開幕戦のドイツ対ボリビア戦では、関係者のミスからスタジアムでは流れず、テレビ放送のみに音声が流れるというハプニングが起こった。
2006年のFIFAワールドカップ以降、FIFA主催の大会ではアレンジのかかった新バージョンを主に使用し、全国高等学校サッカー選手権大会においても第87回大会（2008年度）より新バージョンに切り替わっている（ただし、88～90回大会に限り別バージョンを使用）。なお2006年W杯決勝（イタリア vs フランス）やAFCアジアカップ2011などでは旧バージョンが用いられた。

## 現状
現在はFIFAの定める指針により、FIFAワールドカップなどFIFA主催の公式大会では必ず選手入場時に流されることが定められている。また、多くのサッカーの国際Aマッチや各カテゴリーでの国際試合において選手入場時にこの曲がかけられる。
国内大会でも利用される場合もあり、日本では高円宮杯 JFA U-18サッカープレミアリーグチャンピオンシップや全国高校サッカー選手権大会の決勝戦の選手入場時に加え、天皇杯・皇后杯以外の各カテゴリーの全日本選手権大会、フットサル選手権大会などでも流されてきたほか、Jリーグでもサガン鳥栖などのチームが使用していた。
しかし2020年1月、FIFAが後述の新アンセム「Living Football」使用への転換に伴い、国際試合でのFIFA Anthemの使用を禁止するよう通達してきたのを受け、JFAでも同年10月26日より、国内大会でもFIFA Anthemの使用を見合わせ、代替曲として「日本サッカーの歌」使用の推奨を各都道府県サッカー協会に通達している。

## 例外
2002 FIFAワールドカップでは、ヴァンゲリスの「アンセム-2002 FIFA World Cup 公式アンセム」が使用された。2018 FIFAワールドカップでは、ハンス・ジマー & ローン・バルフの楽曲「Living Football」が用いられ、その後の親善試合やFIFAクラブワールドカップなどのFIFA主催大会でも使用されている。また、UEFA欧州選手権では選手入場時は無音又は別の曲がかけられる。
近年では、2022年ごろからFIFAが音楽とサッカーを融合させたプロジェクト「FIFA Sound」を新たに立ち上げ、これまで全てのFIFA主催大会の入場曲にFIFAアンセムや「Living Football」が用いられてきたが、今後は世界的なアーティストやDJ、音楽プロデューサーによるオリジナルサウンドトラックがワールドカップをはじめ主要大会の入場曲や大会テーマ曲、ファンフェスティバルなどの関連イベントで使用される。